# 貢寮 (大字)
貢寮，舊稱摃仔寮、槓仔寮，原寫為槓仔藔，是新北市貢寮區的主聚落及附近地區，位於該區中部至西南部，範圍大致包括貢寮里南部中央地區、龍崗里北半部、吉林里不含西北部及東南部凸出部分。

## 歷史
台灣清治末期，貢寮地區為一街庄，稱為「槓仔藔庄」，隸屬於三貂堡。該庄輪廓狹長且略呈東北－西南走向，東北與下雙溪庄為鄰，東與大石壁坑庄為鄰，南邊為大里簡庄、大溪庄，西北邊為大平庄、丁仔蘭坑庄、枋腳庄、魚行庄、長潭庄。
1901年（日治明治三十四年）11月，該庄隸屬於基隆廳，編入第十區。1905年（明治三十八年）7月，第十區、第十一區合併為「槓仔寮區」。1920年（大正九年），該庄改制並雅化為「貢寮」大字，隸屬於臺北州基隆郡貢寮庄，大字下有「貢寮」、「內寮」小字名。
戰後貢寮庄改制為貢寮鄉，隸屬於臺北縣，大字亦改制為村。2010年（民國99年）12月，臺北縣升格為新北市，貢寮鄉改制為貢寮區，村改制為里。

## 交通
台鐵宜蘭線橫向經過貢寮地區北部的雙溪北岸，設有貢寮車站。由此往東南轉西南可前往宜蘭、羅東、花蓮、台東等地，往西可在八堵車站連接縱貫線以前往基隆、台北、桃園、新竹及中南部各地。
省道台2丙線又稱基福公路，經過本地區的雙溪南側，由此往西可前往雙溪、平溪、基隆市暖暖區等地，往東可於福隆接上省道台2線本線。

## 學校
- 貢寮國中